# Сретенский собор (Московский Кремль)

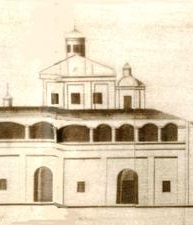
Южный фасад собора на чертеже 1751 года (на заднем плане)

Сретенский собор (соборная церковь Сретения Господня, что у великого Государя «на сенях») — ныне не существующий собор XVI века в Московском Кремле (разобран в 1801 году).
В отношении к царским выходам Сретенский собор занимал очень не видное место среди придворных церквей. Михаил Фёдорович и Алексей Михайлович ходили сюда молиться лишь 2 февраля, когда литургию здесь проводил патриарх. В декабре 1636 года в тёплом приделе святого Николая Чудотворца за всеми службами был лишь царь Михаил Фёдорович. В 1657 году в день храмового праздника литургию здесь служил патриарх Никон. В 1668 году вёл службу Антиохийский патриарх Макарий в присутствии царя. В 1679 году царь Фёдор Алексеевич был здесь с обедней, а его преемники, как видно из книги дворцовых разрядов, вовсе сюда не ходили.
Статус дворцового соборного храма был утрачен после постройки в 1663 году при Алексее Михайловиче церкви Спаса Нерукотворного.

## История

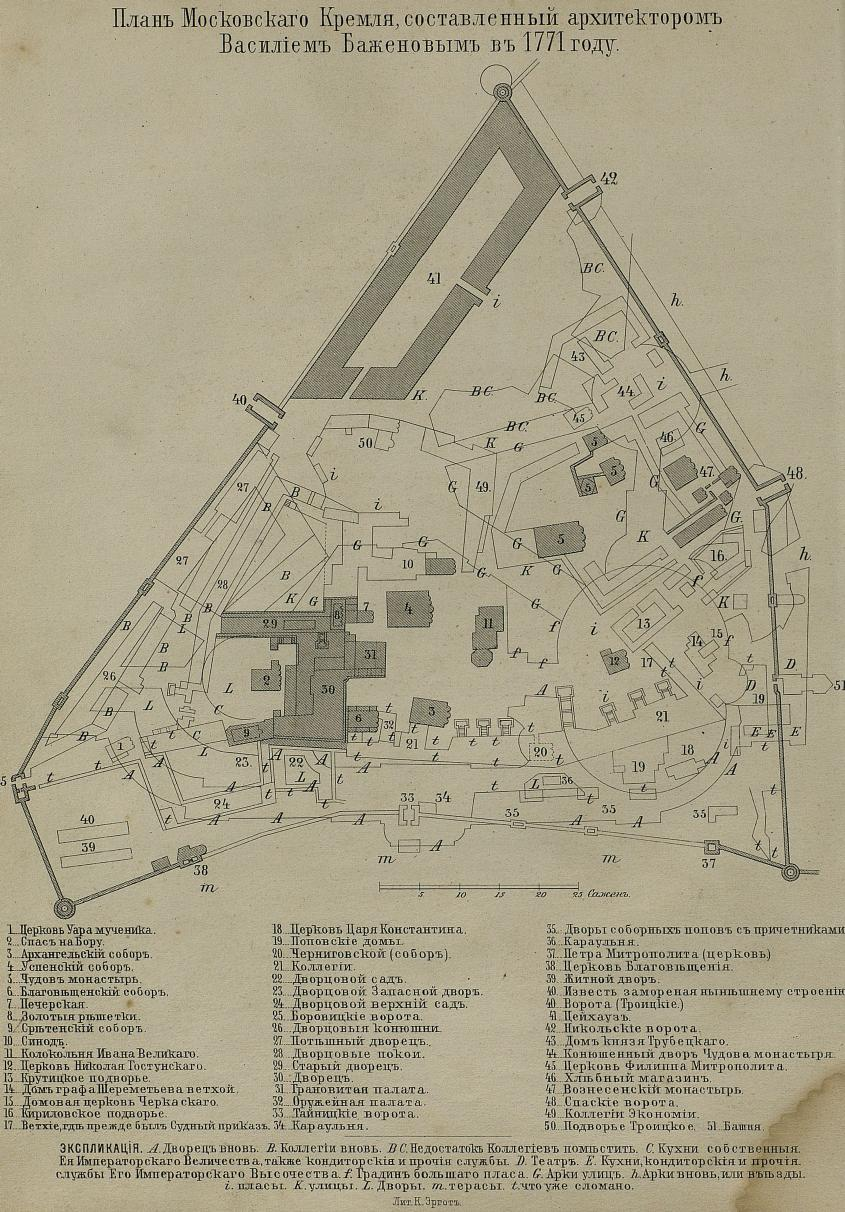
Сретенский собор (9) на плане 1771 года

Постройка собора происходила в царствие Ивана Грозного и началась в августе 1560 года, сразу после смерти Анастасии Романовой. Великий князь «детям своим повелел делать двор особый на взрубе, позади набережной Большой палаты и на дворе у них храм большой Сретения и учинити протопопствие и к соборам притче». Строительство продолжалось полгода, уже в феврале 1561 года состоялось освящение храма, который стал соборным. Собор был построен при деревянных хоромах, построенных для сыновей Грозного, Ивана и Фёдора; для детей в храме был устроен тёплый придел Никиты Столпника.
В 1614 году крестовый дьяк Михаил Устинов взял московский золотой из присланных золотых и сказал, что приложил Государь Михаил Фёдорович этот золотой в образу святого великомученика и чудотворца Николая Явленного, что у Сретения Господня на сенях.
После пожара 1627 года Джон Толер возобновил Сретенский собор, возле которого в это время по набережной стороне дворцовых зданий, под горою, помещался запасной двор, а над каменными палатами был устроен обширный верхний набережный сад. В 1681 году был устроен нижний сад, простиравшийся в длину на 25 сажень, почти до паперти Благовещенского собора, а в ширину 15 сажень, расположенный вверху особого здания с круглой башней, на углу, напротив Тайницких ворот. От Сретенского собора в этот сад вела лестница в 37 ступеней.
Пожары 1701 и 1737 годов сильно повредили дворец, и к началу XIX века некоторые постройки оставались в ветхом состоянии.
Начальник Дворцового Ведомства П. С. Валуев с 1801 года проводил в целях благоустройства территории Кремля политику сноса повреждённых и ненужных построек, несмотря на их древность. Так, по его приказу были разрушены, например, Гербовая башня и ансамбль дворца Бориса Годунова. В 1801 году собор, который по словам Валуева угрожал «…скорым и неминуемым своим падением», был разобран. Образовавшийся пустырь просуществовал до 1840-х годов, когда на его месте и старого Зимнего дворца выстроили громаду Большого Кремлёвского дворца.

## Архитектура
Храм находился на гребне кремлёвской горы, возле древней набережной государевой палаты, с которой он соединялся переходами, на восток от деревянных хором, построенных на «взрубе» (срубах, укрепляющих склон); с другой стороны примыкал к Набережной палате. С южной стороны храма находился тёплый придел в честь святого Николая Чудотворца, с особой трапезной. Около церкви была крепкая паперть с перилами, длиною 13 сажен, а поперёк 6 сажен. Как в палатке, находившейся при приделе, так и в паперти были муравлёные печи. Кровля на церкви была крыта лещадью, а на алтаре железом.
Алтарь и церковь в соборе занимали пространство в длину 6 сажень, поперёк 4,5 сажени. В них было около 19 окон с железными решётками и слюдяными оконницами, вышиною 3,5 аршина, шириною 2,5 аршина. В главах были окна также слюдяные, вышиною 3 аршина, а в ширину пол-аршина. Трое железных дверей были створчатые, длиною 4 аршина, шириною 2,5 аршина.
Алтарь, церковь и трапезная придельной Никольской церкви были длиною 6 сажень, а поперёк с придельною трапезной, что была по правую сторону 5 сажень с аршином. В алтаре церкви и трапезной 5 окон с железными решётками, слюдяными окнами, вышиною 2 аршина, а в ширину по аршину. Пол в церкви был дубовой косящетный, а в двух трапезных дощатый. В обеих трапезных было две печи ценинных серчатых.
По описанию Павла Алеппского, побывавшего в Москве в 1654—1656 годах, церковь Сретения была стара и ветха, имела три двери, а вход в неё был по лестнице церкви Благовещения. Боковая сторона алтаря, где совершалось поминовение и стоял жертвенник, а также паперть церкви выходили на особую внутреннюю дворцовую площадку, недоступную для посторонних, на которой стояла малая церковь, скрытая и вросшая в землю, в честь Божественного Преображения.
В течение XVII века в Сретенском соборе производилось немало работ по восстановлению иконостаса и других икон. В мае 1677 году, по именному указу царя Фёдора Алексеевича, велено было «деисус и праздники и пророки и праотцы и местные иконы починить заново и позолотить, а стены вновь вылевкасить». Работы эти производили московские кормовые иконописцы Василий Иванов с товарищами, под наблюдением Симона Ушакова, причём иконописец Дорофей Ермолаев золотил царские врата с короною и столпцы, а также северную и южную двери. В 1678 году в соборе произведена новая, капитальная реставрация иконостаса, а в 1679 году жалованный иконописец Фёдор Евстифеев с товарищами писал в Сретенском соборе на больших широких полотнах апостольские проповеди. Написаны также три местные иконы: Сретения Господня, святого Николая Чудотворца и великого Фёдора Стратилата, на что было закуплено сусальное золото 1.000 листов на 7 рублей. Кормовые иконописцы Ермолай Прокофьев и Терентий Михайлов писали образ Знамения пресвятой Богородицы. Жалованный иконописец Иван Филатьев чинил деисусы, праздники, пророки, праотцы и местные иконы. Иконописец Василий Колмогоров чистил образ святого Николая Чудотворца и починил образ сего святителя в житие. Живописец Иван Безмин занимался позолотой киота к образу Боголюбской Божией Матери.
В июле 1690 года велено было написать образ Сретения Господне и поставить его над воротами Сретенского собора.

### Собор в 1720 году
Сохранившаяся опись Сретенского собора даёт довольно подробное представление о соборе и его внутренних украшений и убранстве:
Иконостас в четыре ряда, стоячий, с четырьмя резными золочёными столбами. На царских вратах, на деревянных досках, написаны образа Богородицы, Архангела Гавриила и 4-х евангелистов, а при них проповеди на лицах. У царских дверей два столба и сень, а на ней деревянные образа «Отечество» и «Тайная Вечеря», по сторонам которых были написаны два ангела с рипидами. На всех лицах оклады серебряные. На столбах у царских врат помещались иконы Спасителя и Богоматери. По правую сторону от царских врат, в иконостасе, стоял местный образ Сретения Господня, писанный золотом, с чернью, с сребровызолоченными венцами и образ святого Николая Чудотворца «Стоящего», писанный по золоту, а наверху его образ Спаса Нерукотворного в сребровызолоченном венце. По левую сторону от царских ворот образ Боголюбской иконы Божией Матери в серебряном окладе, с драгоценными камнями и с прикладами (привески из крестов, серёг и серебряные дощечки с изображениями молящейся Богоматери) и образ великомученика Фёдора Стратилата в «стоянии пред образом Спасителя в облаце», с сребровызолоченными венцами. Над царскими вратами и местными иконами находились деисусы. В первом ярусе (тябле) было 7 икон в сребровызолоченных венцах. Во втором — 12 икон двунадесятых праздников, все в окладах. В третьем — образ Знамения Пресвятой Богородицы с пророками и 9 икон разных святых в сребровызолоченных венцах. В четвёртом — лики апостолов, писанных на полотне. Образ Распятия Господня, пресвятой Богородицы, и Иоанна Богослова были написаны на полотне красками с золотом. По клиросам, которые были резные, деревянные, позолоченные и расписаны красками в 1678 году живописцем Иваном Мировским, стояли две хоругви, писанные на тафте, с образами, обшитые шёлковою бахромою. По стенам храма находились 4 иконы в окладах сребровызолоченных басемных. В алтаре, за престолом, стоял образ Знамения Пресвятой Богородицы с резными венцами и с изображением святого Николая Чудотворца на обратной стороне. На жертвеннике стояли иконы Сретения Господня, Воскресения Христова и святого Николая Чудотворца в киоте, а также образ Владимирской Богоматери. Под этот образ в 1668 году была сделана атласная подкладка и пелена, длиною и шириною 1,5 аршин без 2 вершков, из камки кармазину с золотым из кованного кружева крестом. Перед иконостасом висело три медных золочёных паникадила, а в приделе одно медное с 18 подсвечниками.
В пределе святого Николая Чудотворца были местные иконы: по правую сторону от царских врат — Живоначальной Троицы «с чудесами», с золочёными венцами, и с финифтью и образ Сретения Господня с 15 сребровызолоченными венцами, а на левой стороне — образ святого Николая «с чудесами» в сребровызолоченных венцах. Деисусы и праздники — 10 икон были без окладов. За престолом находилось писанное Распятие большого размера. Крест напрестольный, серебряный, чеканный с финифтью и с мощами, осыпанные драгоценными камнями и жемчугом, с надписью от руки, что они были сделаны в 1622 году по велению царя Михаила Фёдоровича и его отца патриарха Филарета. Плащаница была сделана на атласе в 1680 году, над ней в великую пятницу ставилась золочёная резная сень.

#### Пожертвования
Вклад в храм, потир, дискос, звездница, 3 блюда и джица серебряные, сделал царь Михаил Фёдорович и его отец патриарх Филарет, а на потирном поддоне надпись: «Лета 7130 (1622) повелением великого государя и великого князя Михаила Фёдоровича всея России и отца его великого государя святейшего Филарета, патриарха московского сделаны сии сосуды церковные в храм Сретения Господне нашего Иисуса Христа, что на сенях, в десятое лето государства».
Из подарков необходимо отметить дар Милославских, сосуды серебряные, золоченные, резные с каменьями и надписью на одном из них: «7177 (1669) даны сии сосуды в церковь Сретения Господня, что у государя на сенях, по боярине Илье Даниловиче Милославском и по жене его и по детям».
Из церковной утвари наиболее замечательны были евангелие напечатанное на александрийской бумаге, московской печати 1682 года, отделанное бархатом турецким золотым и серебряным — травчатым с шелками. В середине образ Спаса сидящего на престоле. В отделке также были использованы жемчуга, в евангелии имелась надпись: «Лета 7190 (1682) января 20 повелением великого государя, царя и великого князя Фёдора Алексеевича, всея ….. постоено[уточнить] сие святого евангелие в церковь Сретения Господня, что у него великого государя вверху». Застёжки были золочёные.

## Церковь на планах

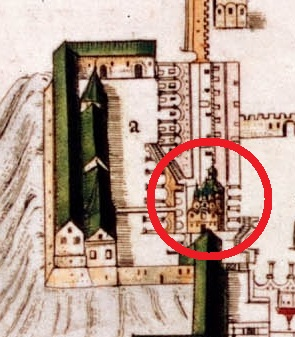
Сретенский собор на плане «Кремленаград»

На плане начала XVII века «Кремленаград» изображена одноглавая церковь на окружающей его галерее из двух арочных ярусов. С востока — три алтарных выступа с главками. Миниатюра 1673 года и гравюра начала XVIII века изображают две главки над алтарём с двумя рядами щипцов вокруг оснований барабанов, острые щипцы завершают также каждую стену храма.
Чертежи середины XVIII века, выполненные под руководством Д. В. Ухтомского, показывают четырёхскатную кровлю и придел с небольшой главкой с западной стороны; отделка фасадов — с филёнками — сходна с отделкой Благовещенского собора, построенного незадолго до этого. Подклет собора включал проездную арку между внутренним двором Запасного дворца и Передним государевым двором.